# العلاقات الجزائرية الباكستانية
العلاقات الجزائرية الباكستانية هي العلاقات الدبلوماسية بين الجزائر وباكستان وهي علاقات دافئة وودية. وكانت باكستان من أوائل البلدان التي اعترفت بالحكومة المؤقتة للجمهورية الجزائرية وفتحت بعثتها في كراتشي، عاصمة باكستان آنذاك في عام 1958. ويجمع الجانبان وجهات النظر حول القضايا ذات الأهمية الدولية. كما أن كلا البلدين يدعم كل منهما الآخر في مختلف المحافل المتعددة الأطراف بما في ذلك الأمم المتحدة ومنظمة التعاون الإسلامي وحركة عدم الانحياز. تجدر الإشارة إلى ان الجزائر لديها سفارة في إسلام آباد وباكستان لديها سفارة في الجزائر العاصمة.